# Sătmărel, Satu Mare
Sătmărel (în maghiară Szatmárzsadány) este un cartier al municipiului Satu Mare din județul Satu Mare, Transilvania, România. Se presupune că originile cartierului datează din secolul al IV-lea. Așezarea este menționată pentru prima dată menționată în anul 1215 sub numele de „Zwodan” – Vila Zwodan sau Vila Sadan. În 1332 este menționată ca „Sacendos de Gadan” iar în 1393 „Sydan”, în 1485 „Moionadan” , în 1433 „Sadan” iar din 1828 Zsadány. Numele actual al cartierului Sătmărel este dat după Primul Război Mondial. În prezent, cartierul Sătmărel, situat în sud-vestul orașului Satu Mare, are o populație majoritară românească.
În cartier, serviciul de Transport în comun este asigurat de compania Transurban S.A. Satu Mare prin intermediul traseului 17 (linia 17), linie care are traseul Cartierul Sătmărel - Cartierul Balta Blondă - Cartierul Micro 14 (Bulevardul Cloșca) - intersecția Burdea - Pod Decebal - Piața Romană - Bulevardul Vasile Lucaciu - Strada 1 decembrie 1918 - Piața Libertății, cu capăt de linie în zona Centrului nou al orașului (Strada Alexandru Ioan Cuza).
 Acest articol despre o localitate din județul Satu Mare este deocamdată un ciot. Puteți ajuta Wikipedia prin completarea lui.